# Різдвяна аварія
Різдвяна аварія (англ. Christmas Crash) — канадський фільм 2009 року.

## Сюжет
Колись щасливий шлюб Джозефа і Крістіни руйнується: чоловік думає тільки про свій багатомільйонний бізнес і зовсім не звертає уваги на дружину і двох доньок. Щоб хоч якось виправити ситуацію, подружжя вирішує провести деякий час удвох в будиночку в лісі, але по дорозі туди їх приватний літак потрапляє в аварію. Джозеф поранений, і тепер все залежить тільки від Крістіни.

## У ролях
| Актор          | Роль              |
| -------------- | ----------------- |
| Майкл Медсен   | Джозеф Джонсон    |
| Александра Пол | Крістін Джонсон   |
| Еліз Левек     | Тереза Джонсон    |
| Мелані Папаліа | Аманда Джонсон    |
| Вінстон Рекерт | Нік Стенлі        |
| Рон Ліа        | Френк Мартін      |
| Брендан Пенні  | Метт              |
| Форбс Енгус    | Брендан Армстронг |
| Кріс Шилдс     | Джим Адамс        |
| Веслі Селтер   | бармен            |